# سید یمانی
به عقیدهٔ شیعیان یمانی شخصیتی در آخرالزمان است که به همراه سید خراسانی و سفیانی هر سه در یک سال و یک ماه و یک روز پشت سرهم خروج خواهند کرد و زمان خروج این سه تن قبل از ظهور مهدی و همچنین یکی از نشانه‌های ظهور مهدی خواهد بود. هم‌زمان با شورش و خروج سفیانی در شام، یمانی هم از یمن خروج کرده و مردم را به عقیده شیعه دعوت می‌کند.
در روایتی از منسوب به جعفر صادق؛ امام ششم شیعیان دوازده‌امامی یمانی از نسل زید ابن علی شمرده گشته است:

«وَ خُرُوجُ رَجُلٍ مِنْ وُلْدِ عَمِّی زَیدٍ بِالْیمَن.»

یمانی از نسل عمویم زید است و از یمن قیام می‌کند.